# Túnel d'Ezequies
El Túnel d'Ezequies (en hebreu נקבת חזקיהו, Nikbat Jizkiahu) o Túnel de Siloè (en hebreu נקבת השילוח, Nikbat Hashiloaj) es troba a la ciutat de Jerusalem; porta l'aigua de la font de Gió a la Piscina de Siloè.
Va ser construït a Jerusalem durant la dècada del 700 aC sota el regnat d'Ezequies, rei de Judà, per avituallar la ciutat d'aigua en cas de setge (és mencionat al Segon llibre dels Reis 20:20 i al Segon llibre de Cròniques 32:30).
És un lloc d'un gran interès arqueològic: amb el Túnel d'Eupalinos, situat a l'illa de Samos a Grècia i que data del segle VI, aquest túnel és considerat com una dels més grans obres en matèria d'enginyeria hidràulica del període preclàssic. El túnel va ser descobert l'any 1838 pel teòleg americà Edward Robinson.

## Descripció
El túnel té una longitud de 533 metres amb una galeria de 1,63 metres d'alçada; connecta la font de Gió a l'estany de Siloé amb un desnivell de 2,27 metres. Segons la Inscripció de Siloè, hauria estat excavat sota la ciutat de David, al sud-est del Barri antic, per dos equips treballant a cadascuna de les extremitats i trobant-se al mig. El túnel té una curiosa forma en « S » Segons l'arquitecte Henry Sulley, aquesta forma s'explicaria pel fet que segueix una fissura natural a la roca. Per al geòleg israelià Dan Gill, els dos equips d'excavació haurien seguit més aviat una dissolució de túnel càrstic i natural.

## Context històric
Segons el Segon llibre dels Reis, un túnel es va construir abans de 701 av. per ordre d'Ezequies, rei de Judà de 721 a 698 a J.C. El rei de Judà havia d'afrontar el flux considerable de refugiats que, durant la segona mitat del segle VIII, fugien de l'avanç dels exèrcits assiris; aquests avançaven, a través de Síria i Palestina en direcció a Egipte. Aquest flux era particularment important després de la caiguda de Samaria, capital del Regne d'Israel la dècada del 720 aC. Ezequies fa envoltar Jerusalem, que s'havia estès cap a l'est i el sud, de muralles, i assegurava l'aprovisionament d'aigua de la ciutat per un túnel. El regne de Judà va ser devastat per l'exèrcit del rei assiri Sennàquerib però Jerusalem, que no va ser assetjada, se salva. Ezequies envia una ambaixada a Nínive per sotmetre's i paga un pesat tribut de 30 talents d'or i 800 talents d'argent.
El túnel és generalment considerat com un dels preparatius d'Ezequies enfront de l'amenaça assíria. Alguns investigadors estimen tanmateix que el túnel no és una obra militar i que la seva excavació s'inscriu millor en el context del desenvolupament de Jerusalem sota el regnat de Manassès, el fill d'Ezequies.

## La inscripció

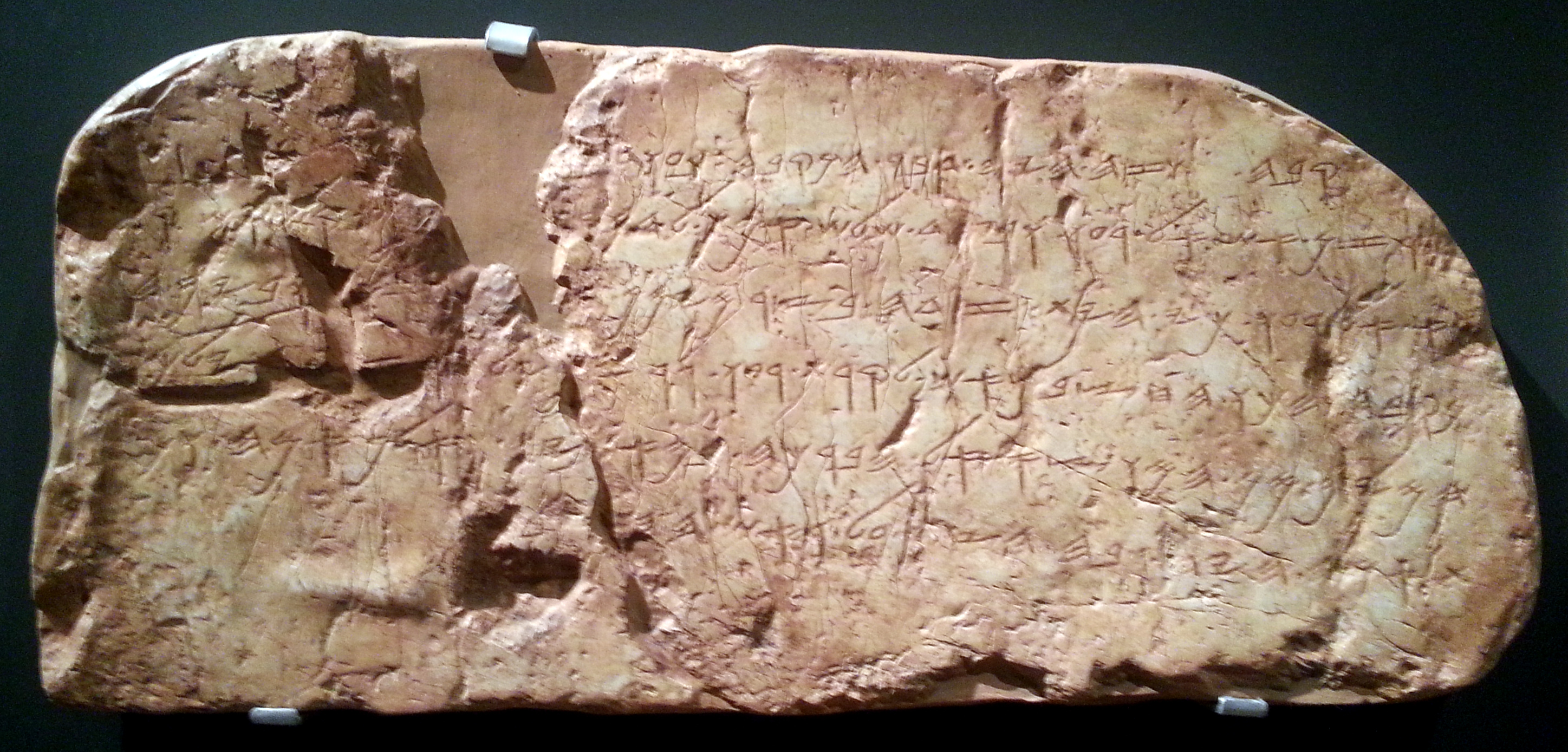
La Inscripció de Siloè.

Una inscripció en hebreu antic, anomenada Inscripció de Siloè, va estar descoberta casualment el juny de 1880, a 2 metres d'alçada i a 6 metres de la sortida de Siloé. És la inscripció més antiga coneguda en hebreu clàssic. Relata la fi dels treballs. Encara que el text estigui en part deteriorat, va ser possible la seva reconstitució:
"... excavar. Aquesta és la història de l'excavació. Mentre els talladors de roca brandaven les seves eines davant dels seus companys, un moment en què faltaven tres colzes (1,50 m) per a la perforació, es va sentir la veu d'un home, preguntant-li al seu company per què hi havia un encreuament. A la dreta ... El dia de la perforació, els miners van copejar cadascun per la seva banda per trobar-se amb el seu company ... i l'aigua va fluir des de la font fins a la piscina, uns 533 m. La roca es trobava a 100 colzes (50 m) per sobre del cap dels talladors de roca. "
La pedra es troba des d'aleshores al Museu Arqueològic d'Istanbul.

## Un túnel més antic
Un túnel més antic, més profund però de menors dimensions, va ser descobert l'any 1889. Connecta igualment la font de Gió amb l'estany de Siloè, però per un traçat més directe. Aquest túnel és conegut amb el nom de « canal de l'edat de bronze », a causa de la seva datació. L'arqueòleg israelià Ronny Reich, especialista en l'antiga Jerusalem, ha calculat que va ser construït cap a 1800 av. J. C. (durant l'edat del bronze), i que l'aigua de la font va ser desviada segles abans del regnat d'Ezequies. La construcció original és com una fossa profunda d'aproximadament sis metres, cobert per amplies plaques de roca amagades a continuació per la vegetació. Aquest canal és més estret que el túnel, però es pot caminar-hi en gran part. A més de la seva sortida a prop de l'estany de Siloé, el canal té diverses obertures que permeten irrigar els jardins davant de la vall del Cédron.